# 태풍 세실 (1982년)
태풍 세실 (Cecil)는 1982년 8월에 발생한 태풍 제11호이다. 이 태풍은 대한민국에 피해를 냈다.

## 개요
이 태풍에 의해 대한민국에서는 각지에서 호우가 내려 대한민국에서는 총 35명이 사망했고, 28명이 실종되고, 28명이 부상했다.

## 주요 관측값

### 최저해면기압
- 제주 1002.4hPa[1]

- 서귀포 1003.7hPa

- 목포 1004.2hPa

### 최대풍속
- 울릉도 17.7m/s

- 부산 16.7m/s

- 통영 16.7m/s

- 인천 16.5m/s

- 목포 15.3m/s

- 제주 14.0m/s

### 최대순간풍속
- 제주 34.0m/s

- 울릉도 29.1m/s

- 서귀포 24.0m/s

- 목포 23.9m/s

- 인천 23.2m/s

- 여수 22.6m/s

- 통영 22.1m/s

### 일최다강수량
- 산청 236.5mm

- 울산 216.9mm

- 대구 210.1mm

- 밀양 191.5mm

- 합천 190.4mm

- 통영 178.2mm

- 여수 170.7mm

- 강화 170.5mm

### 1시간최다강수량
- 산청 76.0mm

- 영덕 69.5mm

- 완도 67.0mm

- 대구 61.4mm

- 밀양 50.0mm

- 울산 49.0mm

- 진주 48.8mm

- 통영 46.0mm

### 총 강수량 (8월 12~15일)
- 산청 460.0mm

- 고흥 297.5mm

- 통영 277.3mm

- 합천 271.2mm

- 울산 251.4mm

- 대구 245.7mm

- 거창 218.3mm

- 밀양 218.0mm

## 같이 보기
- 태풍 글래디스 (1991년)